# Otomantis rendalli
Otomantis rendalli är en bönsyrseart som beskrevs av Kirby 1899. Otomantis rendalli ingår i släktet Otomantis och familjen Hymenopodidae. Inga underarter finns listade i Catalogue of Life.